# Die Bubi-Scholz-Story
Die Bubi-Scholz-Story ist ein deutscher zweiteiliger Fernsehfilm von Roland Suso Richter aus dem Jahr 1998. Die Titelrolle des Boxers Bubi Scholz, dessen Leben hier nachgezeichnet wird, übernahmen die Schauspieler Benno Fürmann und Götz George. Seine Premiere hatte der Zweiteiler am 30. Dezember 1998 auf Das Erste, im November 2018 erschien er auf DVD.

## Handlung
Der Film handelt vom Leben des Boxers Gustav „Bubi“ Scholz. Ende der 1940er Jahre beginnt Scholz zu boxen; gemanagt von Fritz Gretzschel und trainiert von Lado Taubeneck wird er in den 1950er Jahren mehrfach Deutscher Meister. Den Höhepunkt seiner Karriere erreicht er um 1960 als mehrfacher Europameister und mit dem (verlorenen) Kampf um die Weltmeisterschaft. Nach 88 gewonnenen Kämpfen beendet er 1964 seine Karriere als Profi-Boxer. Parallel dazu zeigt der Film die langjährige Freundschaft zu Klaus Eckleben und die fast dreißigjährige Ehe mit Helga Scholz.
Nach dem Rückzug als Boxer lebt Scholz ein luxuriöses, aber für ihn immer sinnloseres Leben. Er wird zum Alkoholiker; die Freundschaft mit Eckleben und die Ehe mit Helga gehen zunehmend vor die Hunde. Schließlich erschießt er 1984 im Suff seine Frau und wird dafür zu drei Jahren Gefängnis verurteilt. Dort versucht er sich umzubringen und kommt bei Dr. Kranz in psychotherapeutische Behandlung. Der Film endet mit Scholz’ Freilassung aus dem Gefängnis.

## Kritik
Die Kritiker der Fernsehzeitschrift TV Spielfilm zeigten mit dem Daumen nach oben und vergaben für Anspruch und Spannung zwei, für Humor, Action und Erotik je einen von drei möglichen Punkten. Sie gaben zur Begründung: „Aufstieg und Fall einer deutschen Boxlegende“. Der zweite Teil wurde mit den Worten „Der geniale Mix aus Zeitbild und Charakterstudie ist durchweg toll besetzt.“ umschrieben und insgesamt zu einer „Atmosphärisch dichte Boxer-Biografie“ gefasst.